# North American Soccer League 1968
La temporada 1968 de la North American Soccer League (NASL) fue la 1ª edición realizada de la primera división del fútbol en los Estados Unidos y Canadá. Empezó el 30 de marzo y concluyó el 28 de septiembre del mismo año.
Los campeones fueron los Atlanta Chiefs, ya que ganaron la final frente a los San Diego Toros con un marcador global de 3-0 (en la ida 0-0 y en la vuelta 3-0).

## Equipos participantes
La primera temporada de la NASL han participado 17 clubes, de los cuales, 8 provenientes de la National Professional Soccer League y 9 de la United Soccer Association.

### National Professional Soccer League
- Atlanta Chiefs
- Baltimore Bays
- Kansas City Spurs (Anteriormente como los Chicago Spurs)
- New York Generals
- Oakland Clippers
- San Diego Toros (Anteriormente como Los Angeles Toros)
- St. Louis Stars
- Toronto Falcons

### United Soccer Association
- Boston Beacons (En lugar de los Boston Rovers que dejaron de existir)
- Chicago Mustangs
- Cleveland Stokers
- Dallas Tornado
- Detroit Cougars
- Houston Stars
- Los Angeles Wolves
- Vancouver Royals
- Washington Whips

## Tabla de posiciones
Sistema de puntos: 6 puntos por una victoria, 3 por un empate, ninguno por una derrota, y 1 punto adicional a cualquier encuentro disputado que haya marcado hasta 3 goles en un partido.

### División del Atlántico
| Pos. | Equipos           | PJ | G  | E  | P  | GF | GC | Dif. | Pts. |
| ---- | ----------------- | -- | -- | -- | -- | -- | -- | ---- | ---- |
| 1    | Atlanta Chiefs    | 31 | 18 | 6  | 7  | 50 | 32 | +18  | 174  |
| 2    | Washington Whips  | 32 | 15 | 10 | 7  | 50 | 32 | +18  | 167  |
| 3    | New York Generals | 32 | 12 | 8  | 12 | 62 | 54 | +8   | 164  |
| 4    | Baltimore Bays    | 32 | 13 | 3  | 16 | 42 | 43 | -1   | 128  |
| 5    | Boston Beacons    | 32 | 9  | 6  | 17 | 51 | 69 | -18  | 121  |

     Clasifica a la fase final.

### División de Lagos
| Pos. | Equipos           | PJ | G  | E  | P  | GF | GC | Dif. | Pts. |
| ---- | ----------------- | -- | -- | -- | -- | -- | -- | ---- | ---- |
| 1    | Cleveland Stokers | 32 | 14 | 11 | 7  | 62 | 44 | +18  | 175  |
| 2    | Chicago Mustangs  | 32 | 13 | 9  | 10 | 68 | 68 | 0    | 164  |
| 3    | Toronto Falcons   | 32 | 13 | 6  | 13 | 55 | 69 | -14  | 144  |
| 4    | Detroit Cougars   | 31 | 6  | 4  | 21 | 48 | 65 | -17  | 88   |

     Clasifica a la fase final.

### División del Golfo
| Pos. | Equipos           | PJ | G  | E | P  | GF | GC  | Dif. | Pts. |
| ---- | ----------------- | -- | -- | - | -- | -- | --- | ---- | ---- |
| 1    | Kansas City Spurs | 32 | 16 | 5 | 11 | 61 | 43  | +18  | 158  |
| 2    | Houston Stars     | 32 | 14 | 6 | 12 | 58 | 41  | +17  | 150  |
| 3    | St. Louis Stars   | 32 | 12 | 6 | 14 | 47 | 59  | -12  | 130  |
| 4    | Dallas Tornado    | 32 | 2  | 4 | 26 | 28 | 109 | -81  | 52   |

     Clasifica a la fase final.

### División del Pacífico
| Pos. | Equipos            | PJ | G  | E | P  | GF | GC | Dif. | Pts. |
| ---- | ------------------ | -- | -- | - | -- | -- | -- | ---- | ---- |
| 1    | San Diego Toros    | 32 | 18 | 6 | 8  | 65 | 38 | +27  | 186  |
| 2    | Oakland Clippers   | 32 | 18 | 6 | 8  | 71 | 38 | +33  | 185  |
| 3    | Los Angeles Wolves | 32 | 11 | 8 | 13 | 55 | 52 | +3   | 139  |
| 4    | Vancouver Royals   | 32 | 12 | 5 | 15 | 51 | 60 | -9   | 136  |

     Clasifica a la fase final.

## Resultados
- Resultados de la temporada regular de la NASL 1968

## Fase final

### Semifinales
| Fechas                              |                   | Resultado global |                   | Ida   | Vuelta       |
| ----------------------------------- | ----------------- | ---------------- | ----------------- | ----- | ------------ |
| 11 de septiembre - 14 de septiembre | Atlanta Chiefs    | 3 - 2            | Cleveland Stokers | 1 - 1 | 2 - 1 (pró.) |
| 11 de septiembre - 16 de septiembre | San Diego Sockers | 2 - 1            | Kansas City Spurs | 1 - 1 | 1 - 0 (pró.) |

### Final
| Fechas                      |                | Resultado global |                   | Ida   | Vuelta |
| --------------------------- | -------------- | ---------------- | ----------------- | ----- | ------ |
| 1 de octubre - 3 de octubre | Atlanta Chiefs | 3 - 0            | San Diego Sockers | 0 - 0 | 3 - 0  |

| Bandera de Estados Unidos            |
| Campeón Atlanta Chiefs Primer título |

## Goleadores
| Jugador               | Equipo            | Goles | Puntos |
| --------------------- | ----------------- | ----- | ------ |
| Janusz Kowalik        | Chicago Mustangs  | 30    | 69     |
| Cirilio Fernández     | San Diego Toros   | 30    | 67     |
| Ilija Mitić           | Oakland Clippers  | 18    | 48     |
| Henry Klein           | Vancouver Royals  | 20    | 44     |
| Iris DeBrito          | Toronto Falcons   | 20    | 42     |
| Eric Barber           | Kansas City Spurs | 17    | 42     |
| Kazimierz Frankiewicz | St. Louis Stars   | 16    | 39     |
| Peter Sulincevski     | Chicago Mustangs  | 16    | 39     |

## Premios

### Reconocimientos individuales
- Jugador más valioso

 Janusz Kowalik (Chicago Mustangs)
- Entrenador del año

 Phil Woosnam (Atlanta Chiefs)
- Novato del año

 Kaizer Motaung (Atlanta Chiefs)